# Aspilia
Aspilia es un género de plantas con flores de la familia de las asteráceas. Comprende 261 especies descritas y de estas, solo 103 aceptadas.

## Taxonomía
El género fue descrito por Louis Marie Aubert Du Petit-Thouars y publicado en Genera Nova Madagascariensia 12. 1806. La especie tipo es: no designado.

## Algunas especies
A continuación se brinda un listado de las especies del género Aspilia aceptadas hasta agosto de 2012, ordenadas alfabéticamente. Para cada una se indica el nombre binomial seguido del autor, abreviado según las convenciones y usos.
- Aspilia africana (Pers.) C.D.Adams
- Aspilia albuquerquei J.U.Santos
- Aspilia almasensis D.J.N.Hind
- Aspilia andrade-limae J.U.Santos
- Aspilia angolensis (Klatt) Muschl.
- Aspilia angustifolia Oliv. & Hiern
- Aspilia aristata Griseb.
- Aspilia attenuata (Gardner) Baker